# Evelyn Reed
Evelyn Reed (Nueva Jersey, 31 de octubre de 1905 – 22 de marzo, 1979) fue una comunista estadounidense, activista por los derechos de la mujer, antropóloga y miembro del Socialist Workers Party.

## Biografía
Nació en el poblado de Haledoon en Nueva Jersey. Muy joven se trasladó a Nueva York a vivir con una tía suya. Al acabar sus estudios secundarios, ingresó a academias de arte; se convirtió en pintora. Fue parte del círculo artístico e intelectual neoyorquino de los años 20 y 30. Hacía finales de los años treinta se había acercado al marxismo y ya ayudaba a distribuir el periódico The Militant del Socialist Workers Party (SWP).
En enero de 1940 viajó a México para ver a León Trotski y Natalia Sedova. En Coyoacán, Reed conoció al líder trotskista estadounidense James P. Cannon, presidente del Partido Socialista de los Trabajadores (Estados Unidos). Reed se unió ese mismo año y fue parte importante del partido hasta su muerte. Como miembro del partido, asumió un puesto como redactora en The Militant. Adopta Evelyn Reed como nombre en honor al periódista revolucionario John Reed.
Como participante activa en el Movimiento de liberación de la mujer de los 60 y 70, Reed fue miembro fundadora de la Women's National Abortion Action Coalition en 1971. Durante esos años ella participó en charlas y debates sobre derechos de las mujeres en las ciudades de Estados Unidos, Canadá, Australia, Nueva Zelanda, Japón, Irlanda, Reino Unido y Francia. Fue elegida al Comité Nacional del SWP.
Inspirada por los trabajos sobre mujeres y la familia de Friedrich Engels y Aleksandra Kollontái, Reed es autora de varios libros sobre feminismo marxista, el origen de la opresión hacia las mujeres y la lucha por su emancipación. Algunas de las obras más destacables de Reed son: Problems of Women's Liberation, Woman's Evolution: From Matriarchal Clan to Patriarchal Family, Is Biology Woman's Destiny?, y Cosmetics, Fashions, and the Exploitation of Women (con Joseph Hansen y Mary-Alice Waters).
Fue nominada como candidata a Presidenta de los Estados Unidos por el Partido Socialista de los Trabajadores en las elecciones presidenciales de 1972. Apareció en las papeletas de solo tres estados (Indiana, Nueva York y Wisconsin) y recibió un total de 13878 votos. La candidata principal del partido fue Linda Jenness, que recibió 37423 votos.
Evelyn Reed falleció de cancer en Nueva York, el 22 de marzo de 1979.

## Obras
- The Myth of Women’s Inferiority, 1954
- The Matriarchal-Brotherhood. Sex and labor In Primitive Society, 1954
- Anthropology Today, 1957
- New Light on the Origins of Man, 1963
- A Study of the Feminine Mystique, 1964
- Is “Man” an “Aggressive Ape”?, 1970
- La mujer: ¿Casta, clase o sexo oprimido?, 1970[1]
- Feminism and “The Female Eunuch”, 1971
- Is Biology Woman’s Destiny?, 1971[4]

## Cita
"La cuestión de mujer sólo puede ser resuelta a través de la línea de las mujeres trabajadoras y mujeres contra los hombres y mujeres en el poder. Esto significa que los intereses de los trabajadores como una clase son idénticos, y no los intereses de todas las mujeres como un sexo. Las mujeres de la clase dirigente tienen exactamente los mismos intereses que sus hombres de sostener y perpetuar la sociedad capitalista. La burguesía feminista lucha, entre otras cosas, por el derecho de las mujeres así como los hombres a tener propiedades en su nombre. Ellas ganaron ese derecho. Hoy, las mujeres plutócratas mantienen fabulosas riquezas a su nombre. Están en alianza completamente con los hombres plutocráticos para perpetuar el sistema capitalista. Ellas no son la alianza de las mujeres trabajadoras, cuyas necesidades sólo pueden ser cubiertas por la abolición del capitalismo. De este modo, la emancipación de las mujeres trabajadoras no será alcanzada aliándose con mujeres de la clase enemiga, sino lo opuesto: en lucha contra ellas como parte integrante de la lucha de clases".

 - Cosmetics, Fashions, and the Exploitation of Women